# Epiplema negro
Epiplema negro är en fjärilsart som beskrevs av W. Warren 1901. Epiplema negro ingår i släktet Epiplema och familjen Uraniidae. Inga underarter finns listade i Catalogue of Life.